# نیشی‌واکورا، اوکایاما
نیشی‌واکورا، اوکایاما (به لاتین: Nishiawakura, Okayama) یک منطقهٔ مسکونی در ژاپن است که در Aida District واقع شده‌است. نیشی‌واکورا  ۱٬۷۵۲ نفر جمعیت دارد.